# Raimbaut d'Aurenja

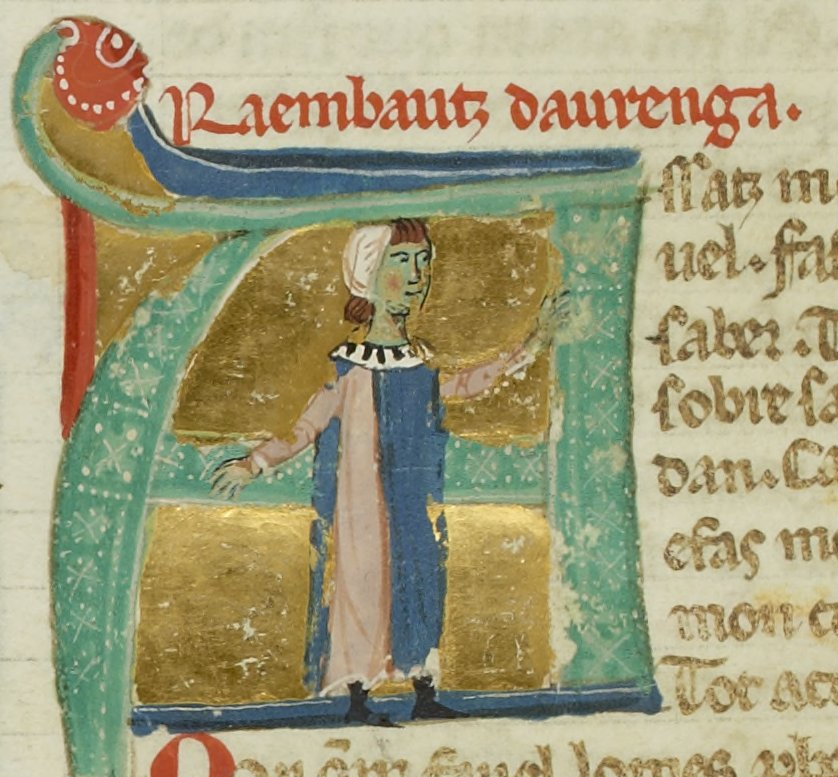
BnF ms. 854 fol. 143v, cançoner I

Raimbaut d'Aurenja (Aurenja, Valclusa 1147-castell de Cortezon, Valclusa 1173) fou un trobador occità. Era fill de Tibors d'Aurenga, de la qual n'heretarà el títol, i Guilhem d'Omelas. Seria germà petit de la trobairitz Tibors de Sarenom, que en tingué la custòdia quan la seva mare morí sent ell encara menor. Fou un baró feudal que conreà la poesia trobadoresca amb la intenció de palesar-hi la seva personalitat.
Afirma que no feia versos amb intenció d'obtenir-ne recompensa econòmica i que no cerca una acceptació àmplia i popular, sinó tan solament complaure una reduïda selecció d'entesos en l'art. Va mantenir un debat amb Guiraut de Bornelh el 1170 defensant el trobar clus contra el trobar leu. Fou contemporani de Guillem IX de Poitiers, Cercamon, Jaufré Rudel i Marcabru, i va dedicar un poema a Beatritz de Dia.
Gran part de la seva obra, de la qual resten unes 40 composicions (només una amb la melodia conservada), constitueix una exhibició de virtuosisme formal i de contingut filigranat i sorprenent per la seva audàcia. De vegades, arriba a donar una divertida caricatura d'ell mateix. Hom el pot considerar un dels creadors del trobar ric i és un clar antecedent d'Arnaut Daniel.

## Poesies
- Cars, douz e fenhz del bederesc
- En aital rimeta prima
- Una chansoneta fera
- Apres mon vers vueilh sempr'ordre
- Un vers farai de tal mena
- Peire Rotgier, a trassaillir
- Al prim qe·il timi sorz en sus
- Braiz, chans, quils, critz
- Car vei qe clars
- Ar vei bru, escur, trebol cel
- Ar m'er tal un vers a faire
- Ab vergoinha part marrimentz
- Er quant s'embla·l foill del fraisse
- Ara non siscla ni chanta
- Entre gel e vent e fanc
- Pos trobars plans
- Assaz m'es belh
- Aissi mou
- Amors, cum er? Que faray?
- Assatz sai d'amor ben parlar
- Ben s'eschai q'en bona cort
- Ben sai c'a sels seria fer
- Donna, cel qe·us es bos amics
- Escotatz, mas no say que s'es
- Amics, en gran cossirier
- Dona, si m'auzes rancurar
- Non chant per auzel ni per flor
- Lonc temps ai estat cubertz
- Ara·m so del tot conquis
- A mon vers dirai chansso
- Ara·m platz, Giraut de Borneill
- S'il cors es pres, la lengua non es preza
- Joglar, fe qed eu dei
- Ab nou cor et ab nou talen
- Ar non sui jes mals et astrucs
- Als durs, crus, cozens, lauzengiers
- Pois tals saber mi sortz e·m creis
- Ar resplan la flors enversa